# 하타노촌 (오사카부)
하타노촌(일본어: 秦野村)은 일본 오사카부 데시마군·도요노군에 설치되었던 촌이다. 현재의 이케다시 중심부의 동측 일대에 해당한다.